# Pallenopsis variioculata
Pallenopsis variioculata is een zeespin uit de familie Pallenopsidae. De soort behoort tot het geslacht Pallenopsis. Pallenopsis variioculata werd in 1986 voor het eerst wetenschappelijk beschreven door Stock. 